# When Did Your Heart Go Missing?
When Did Your Heart Go Missing? is een nummer van de Amerikaanse rockband Rooney uit 2007. Het is de eerste single van hun tweede studioalbum Calling the World.
Het nummer is tot nu toe de enige hit die de band heeft gehad. Het haalde de Amerikaanse Billboard Hot 100 niet, maar in het Verenigd Koninkrijk, het Duitse taalgebied, Italië, Tsjechië, Slowakije en Nederland haalde het wel de hitlijsten. In de Nederlandse Top 40 haalde "When Did Your Heart Go Missing?" een bescheiden 27e positie.